# Kościół św. Mikołaja i Matki Boskiej Częstochowskiej w Gołej
Kościół św. Mikołaja i Matki Boskiej Częstochowskiej – rzymskokatolicka, zabytkowa, drewniana świątynia, znajdująca się w miejscowości Goła (gmina Gorzów Śląski). Jest to kościół filialny, który należący do parafii Najświętszego Serca Pana Jezusa w Zdziechowicach w dekanacie Wołczyn, diecezji kaliskiej. 14 stycznia 1954 roku pod numerem 77/54 kościół został wpisany do rejestru zabytków Narodowego Instytutu Dziedzictwa.

## Historia kościoła
Pierwszy kościół tego typu wzmiankowano we wsi w 1353 roku. Obecny wybudowano na przełomie XVII i XVIII wieku.

## Architektura i wnętrze kościoła
Jest to budynek jednonawowy, orientowany o konstrukcji zrębowej, z wieżą nad wejściem głównym budowaną na słup. Wieża posiada lekko pochyłe ściany, zwężające się ku górze i oszalowane. Nakryto ją dachem, nad którym znajduje się mniejsza wieżyczka ośmioboczna - sygnaturka, zwieńczona baniastym hełmem, krytym blachą. 
Zamontowany w wieży dzwon odlany został w 1684 roku we Wrocławiu.
Dachy nad szerszą nawą i węższym prezbiterium (zamkniętym trójbocznie) są konstrukcji siodłowej, kryte gontem. Do prezbiterium przylega zakrystia z lożą kolatorską na piętrze. Nawa posiada stop płaski, natomiast w prezbiterium jest sklepienie kolebkowe.
Wyposażenie jest w większości barokowe i późnobarokowe – z tego okresu pochodzi ołtarz główny, drewniana Grupa Ukrzyżowania w belce tęczowej, rzeźby św. Anny, św. Józefa, św. Franciszka, Jezusa Chrystusa, a także obraz Matki Boskiej Częstochowskiej. Dwa ołtarze boczne wykonano w XVII wieku. Zachowały się ponadto stacje drogi krzyżowej o charakterze ludowym.